# Liste der Biografien/Glu
Liste der Biografien |
Portal Biografien |
Personensuche
# |
A |
B |
C |
D |
E |
F |
G |
H |
I |
J |
K |
L |
M |
N |
O |
P |
Q |
R |
S |
T |
U |
V |
W |
X |
Y |
Z |
?
 
Ga |
Gb |
Gc |
Gd |
Ge |
Gf |
Gh |
Gi |
Gj |
Gk |
Gl |
Gm |
Gn |
Go |
Gp |
Gq |
Gr |
Gs |
Gu |
Gv |
Gw |
Gy |
Gz
 
Gla |
Glc |
Gle |
Gli |
Glo |
Glu |
Glv |
Gly
Die Liste der Biografien führt alle Personen auf, die in der deutschsprachigen Wikipedia einen Artikel haben. Dieses ist eine Teilliste mit 180 Einträgen von Personen, deren Namen mit den Buchstaben „Glu“ beginnt.

## Glu

### Glub
- Glubb, John Bagot (1897–1986), britischer Offizier, Militärstratege und Nahostexperte
- Glubokowski, Michail Konstantinowitsch (* 1948), sowjetischer und russischer Fischereiwissenschaftler und Politiker
- Glubrecht, Gustav (1809–1891), deutscher Politiker
- Glubrecht, Hellmut (1917–2009), deutscher Ingenieur und Hochschullehrer

### Gluc
- Gluch, Walter (1910–2009), deutscher Glasgestalter und Fachschullehrer
- Glucharjow, Makari (1792–1847), Archimandrit der Russisch-Orthodoxen Kirche und Begründer der Altai-Mission
- Gluchow, Alexei Wladimirowitsch (* 1984), russischer Eishockeyspieler
- Gluchow, Danil (* 2000), kasachischer Nordischer Kombinierer
- Gluchow, Michail Sergejewitsch (* 1988), russischer Eishockeyspieler
- Gluchowe, Max von (* 1971), deutscher Schauspieler
- Gluchowski, Bruno (1900–1985), deutscher Schriftsteller
- Gluchowski, Dmitri Alexejewitsch (* 1979), russischer Science-Fiction- und FantasyautorDmitri Alexejewitsch Gluchowski (* 1979)

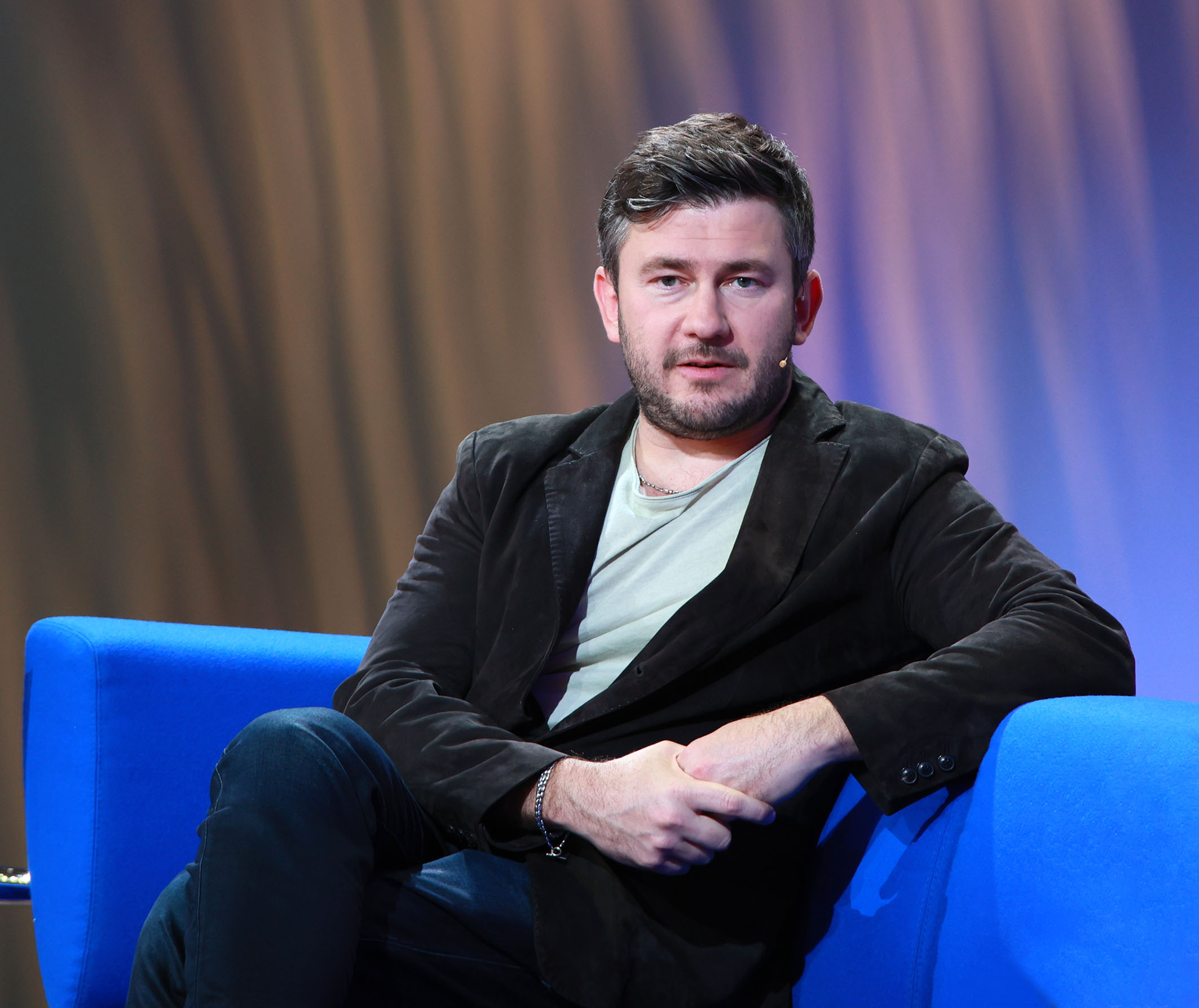
Dmitri Alexejewitsch Gluchowski (* 1979)

- Gluck (1895–1978), englische, in der Malerei tätige nichtbinäre Person
- Gluck, Alma (1884–1938), rumänisch-US-amerikanische Opernsängerin (Sopran)
- Glück, Alois (1940–2024), deutscher Politiker (CSU)
- Glück, Andreas (* 1975), deutscher Politiker (FDP), MdL
- Glück, Anselm (* 1950), österreichischer Schriftsteller, Maler und Grafiker
- Glück, August (1852–1914), deutscher Musiklehrer, Pianist, Organist und Komponist
- Gluck, Barbara (* 1938), amerikanische Fotografin und Kriegsberichterstatterin
- Glück, Barbara (* 1978), österreichische Geschichtswissenschaftlerin
- Glück, Benjamin (* 1986), deutscher Fußballtrainer
- Gluck, Carol (* 1941), US-amerikanische Historikerin und Japanologin
- Glück, Christian Carl von (1791–1867), deutscher Richter, Politiker, Dichter und Kunstsammler
- Glück, Christian Friedrich von (1755–1831), Rechtswissenschaftler
- Glück, Christian Gottlob (1812–1887), deutscher evangelischer Theologe und Pionier der Missionswissenschaft
- Glück, Christian Wilhelm von (1810–1866), deutscher Bibliothekar und Keltologe
- Gluck, Christoph Willibald (1714–1787), deutscher KomponistChristoph Willibald Gluck (1714–1787)
- Glück, Doris (* 1956), deutsche Autorin

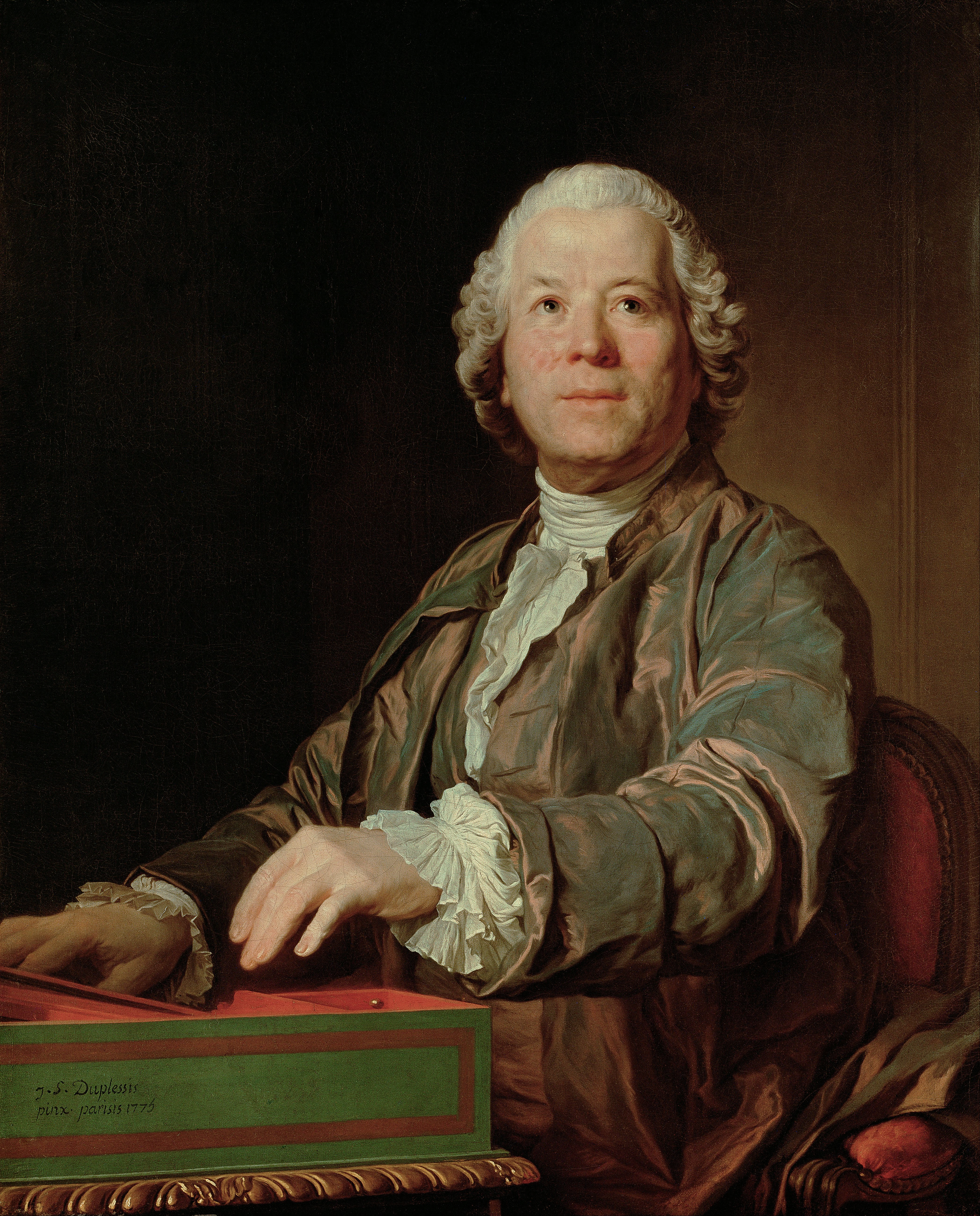
Christoph Willibald Gluck (1714–1787)

- Glück, Ernst (1654–1705), deutscher Theologe und Lutheraner
- Glück, Ferdinand (1901–1987), italienischer Skisportler, Bergsteiger und Bergführer
- Glück, Franz (1899–1981), österreichischer Literatur- und Kunsthistoriker, Museumsleiter und Autor
- Glück, Friedrich (1793–1840), deutscher Komponist
- Glück, Friedrich Gottfried (1662–1707), Stadtphysikus in Güstrow
- Glück, Gebhard (1930–2009), deutscher Pädagoge, Parteifunktionär und Politiker (CSU), MdL
- Glück, Gerhard (1941–2015), deutscher Erziehungswissenschaftler, Professor an der Universität Köln
- Glück, Gerhard (* 1944), deutscher Cartoonist
- Gluck, Griffin (* 2000), US-amerikanischer SchauspielerGriffin Gluck (* 2000)

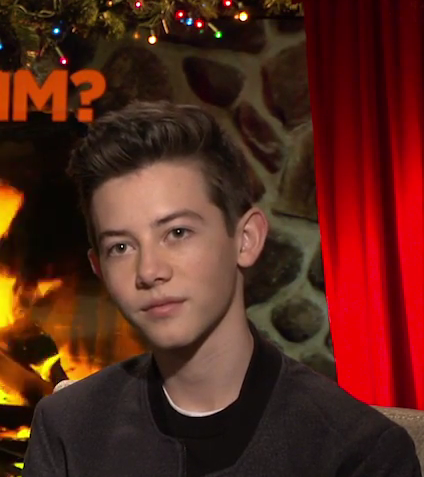
Griffin Gluck (* 2000)

- Glück, Gustav (1871–1952), österreichischer Kunsthistoriker
- Glück, Gustav (1902–1973), österreichischer Bankier, Kunstförderer und Autor
- Glück, Hans (1898–1957), deutscher SA-Funktionär, zuletzt im Rang eines SA-Brigadeführers
- Glück, Hans-Gerd (1934–2020), deutscher Politiker (PDS, DSU), MdV, MdL
- Glück, Harry (1925–2016), österreichischer Architekt und Bühnenbildner
- Glück, Harry (* 1941), deutscher Schlagersänger
- Glück, Heinrich (1889–1930), österreichischer Kunsthistoriker
- Glück, Helmut (* 1949), deutscher Sprachwissenschaftler
- Gluck, Herschel (* 1959), britisch-orthodoxer Rabbiner
- Glück, Horst (1940–2004), deutscher Politiker (FDP), MdL
- Glück, Isi (* 1991), deutsche PartyschlagersängerinIsi Glück (* 1991)

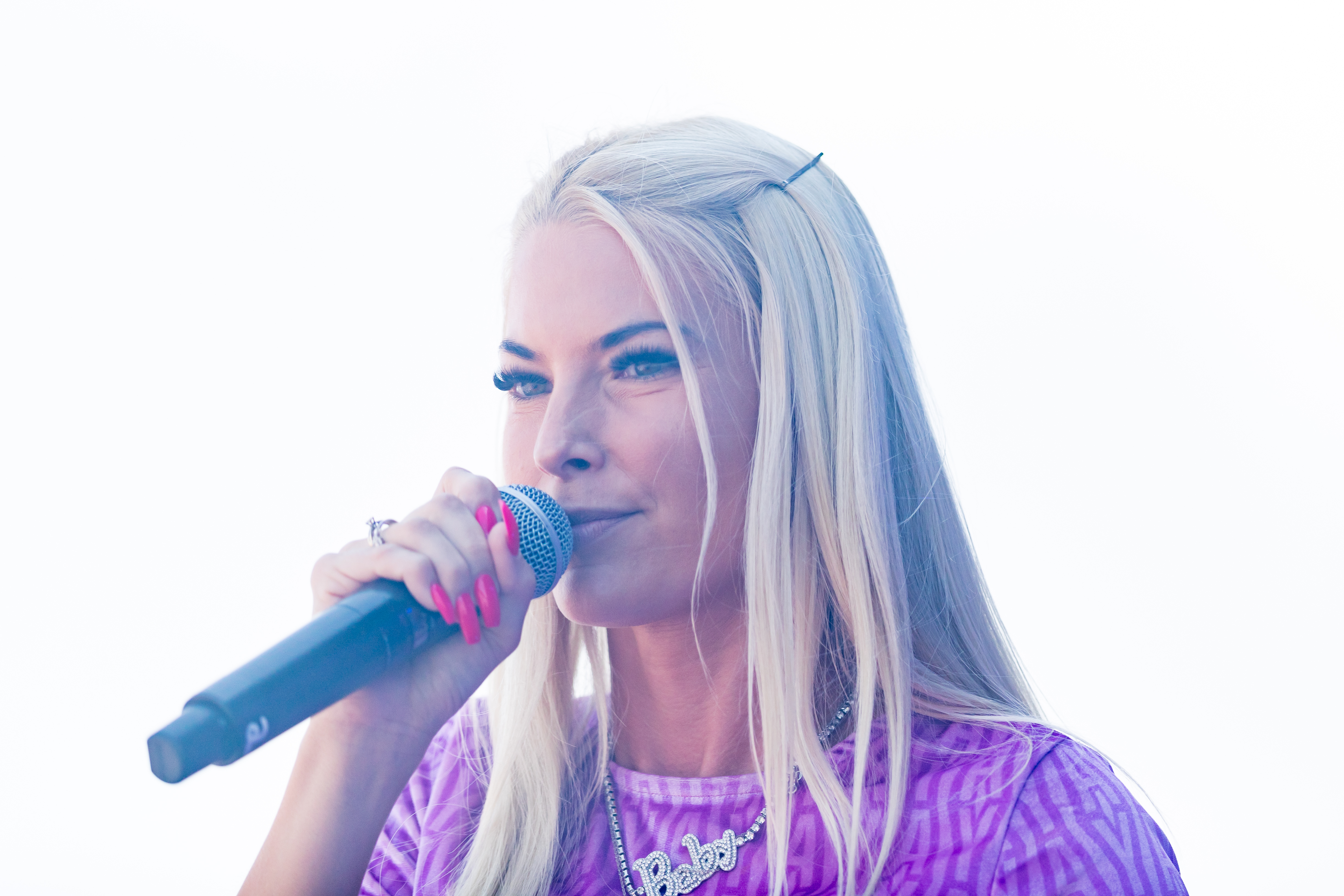
Isi Glück (* 1991)

- Gluck, John (1906–1952), deutscher Widerstandskämpfer gegen den Nationalsozialismus
- Glück, Judith (* 1969), österreichische Psychologin
- Glück, Kilian (* 1984), deutscher Eishockeyspieler
- Glück, Louise (1943–2023), US-amerikanische Lyrikerin, Essayistin und Nobelpreisträgerin für Literatur
- Gluck, Maxwell Henry (1899–1984), US-amerikanischer Diplomat
- Glück, Michael (* 2003), österreichischer Fußballspieler
- Glück, Oskar (1887–1966), österreichischer Filmproduzent und Filmverleiher
- Glück, Otto (1918–2003), österreichischer Politiker (ÖVP)
- Glück, Paul (* 1941), deutsch-polnischer Fußballspieler
- Glück, Rudi (1905–1981), deutscher Kaufmann und Politiker (LDPD), MdV
- Gluck, Themistocles (1853–1942), deutscher Arzt und Chirurg
- Gluck, Viktor (1897–1957), mährischstämmiger, österreichischer Kameramann
- Gluck, Will, US-amerikanischer Regisseur, Produzent und DrehbuchautorWill Gluck

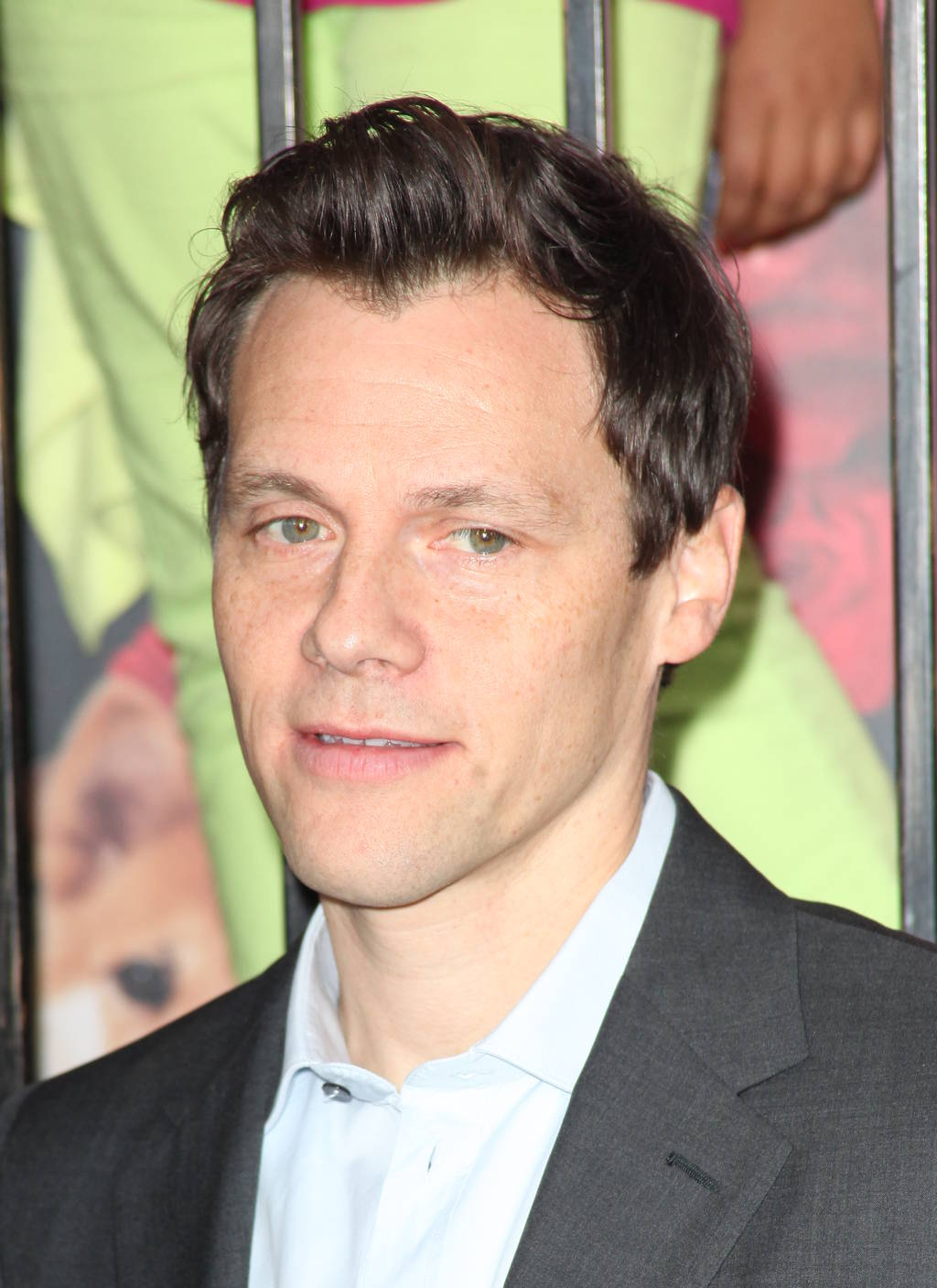
Will Gluck

- Glück, Wolfgang (1929–2023), österreichischer Regisseur und Drehbuchautor
- Glückauf, Erich (1903–1977), deutscher SED-Funktionär, MdV
- Glucker, August (1895–1975), deutscher Gymnastik- und Sportpädagoge
- Glucker, Gisela (* 1951), deutsche Malerin, Zeichnerin, Objektkünstlerin, Illustratorin
- Glückert, Ewald (* 1951), deutscher Historiker, Sachbuchautor und Stadtarchivar
- Glückert, Johannes (* 1868), deutscher Landschaftsmaler der Düsseldorfer Schule
- Glückert, Julius (1848–1911), deutscher Möbelfabrikant
- Glückert, Seppel (1891–1955), deutscher Büttenredner und Vorsitzender des Mainzer Carneval-Vereins
- Gluckin, Lew (1930–2017), US-amerikanischer Jazz- und Studiomusiker (Trompete, Arrangement, Komposition) und Kopist
- Glücklederer, Felix (* 1989), deutscher Volleyball- und Beachvolleyballspieler
- Glückler, Achim (* 1964), deutscher Fußballspieler und -trainer
- Glücklich, Hans-Joachim (* 1941), deutscher Altphilologe
- Glücklich, Heinrich (1877–1971), deutscher Unternehmer und Politiker (DVP, CDU, LDP, FDP), MdL
- Glücklich, Jens (* 1966), deutscher Radrennfahrer
- Glücklich, Simon (1863–1943), österreichisch-deutscher Maler, tätig in München
- Glücklich, Wilma (* 1952), deutsche Politikerin (CDU), MdB
- Gluckman, Judith (1915–1961), südafrikanische Malerin und Grafikerin
- Gluckman, Max (1911–1975), südafrikanischer Ethnosoziologe
- Glücks, Richard (1889–1945), Leiter der Inspektion der KonzentrationslagerRichard Glücks (1889–1945)

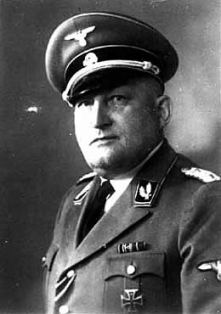
Richard Glücks (1889–1945)

- Glückselig, Conrad Johann (1864–1934), deutscher Naturheilkundler und Theosoph
- Glückselig, Gaby (1914–2015), deutschamerikanische Goldschmiedin
- Glucksmann, Alfred (1904–1985), deutsch-britischer Mediziner (Embryologe)
- Glucksmann, André (1937–2015), französischer Philosoph und Essayist
- Glücksmann, Anselm (1913–1999), deutscher Jurist auf dem Gebiet des Urheberrechts
- Glücksmann, Frieda (1890–1971), jüdische Sozialpädagogin
- Glücksmann, Heinrich (1863–1943), österreichischer Dramaturg des „Deutschen Volkstheaters“ in Wien, Kulturjournalist und Pazifist
- Glucksmann, Raphaël (* 1979), französischer Journalist, Dokumentarfilmer und Politiker, MdEP
- Glückstadt, Valdemar (1868–1942), dänischer Großkaufmann, Gutsbesitzer und königlich-italienischer Generalkonsul
- Glückstein, Aquilin (* 1791), deutscher Architekt und Amateur-Fotograf
- Glückstein, Hanns (1888–1931), deutscher Dichter
- Gluckstein, Louis (1897–1979), britischer Jurist und Politiker (Conservative Party)

### Glud
- Glud, Jakob Vang (* 1988), dänischer Schachspieler
- Gludau, Maximilian (* 1998), deutscher Politiker (FDP), MdL
- Gludovatz, Karin (* 1970), österreichische Kunsthistorikerin
- Gludovatz, Paul (1946–2021), österreichischer FußballtrainerPaul Gludovatz (1946–2021)

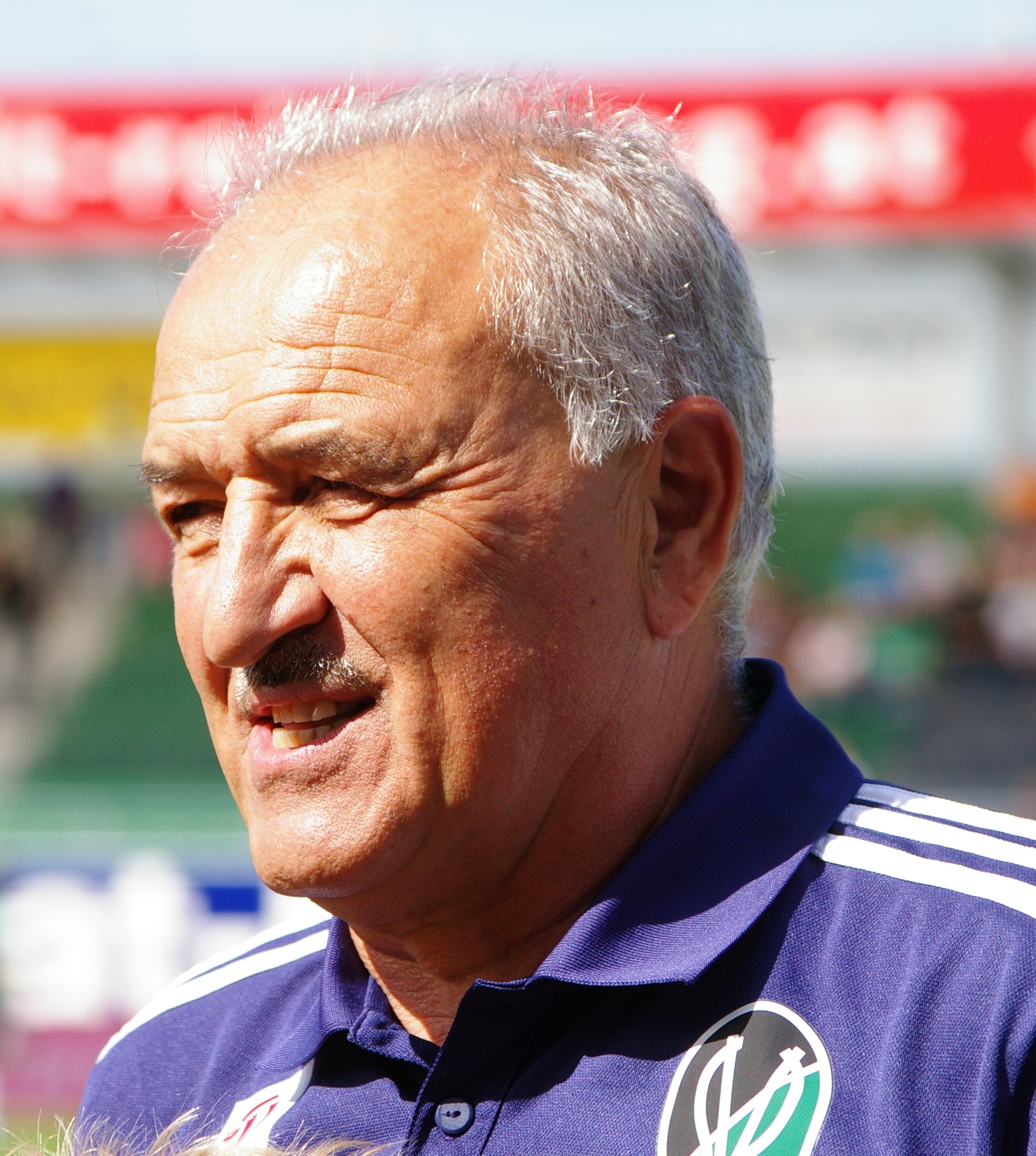
Paul Gludovatz (1946–2021)

### Glue
- Glueck, Eleanor (1898–1972), US-amerikanische Kriminologin
- Glueck, George (* 1950), Musikproduzent, Manager und Verleger
- Glueck, Nelson (1900–1971), US-amerikanischer Rabbiner und Archäologe
- Glueck, Sheldon (1896–1980), US-amerikanischer Kriminologe
- Glueckauf, Eugen (1906–1981), deutsch-britischer Nuklearphysiker
- Glueckselig, Leo (1914–2003), austroamerikanischer Grafiker
- Gluecksohn-Waelsch, Salome (1907–2007), deutsch-amerikanische Genetikerin
- Glüer, Dietlind (* 1937), deutsche Gemeindepädagogin und Mitbegründerin des „Neuen Forums“
- Glüer, Ernst (1831–1867), deutscher Architekt
- Glüer, Hermann Otto (1834–1913), deutscher Rittergutsbesitzer und Politiker, MdR
- Gluesenkamp Perez, Marie (* 1988), US-amerikanische Politikerin der Demokratischen ParteiMarie Gluesenkamp Perez (* 1988)

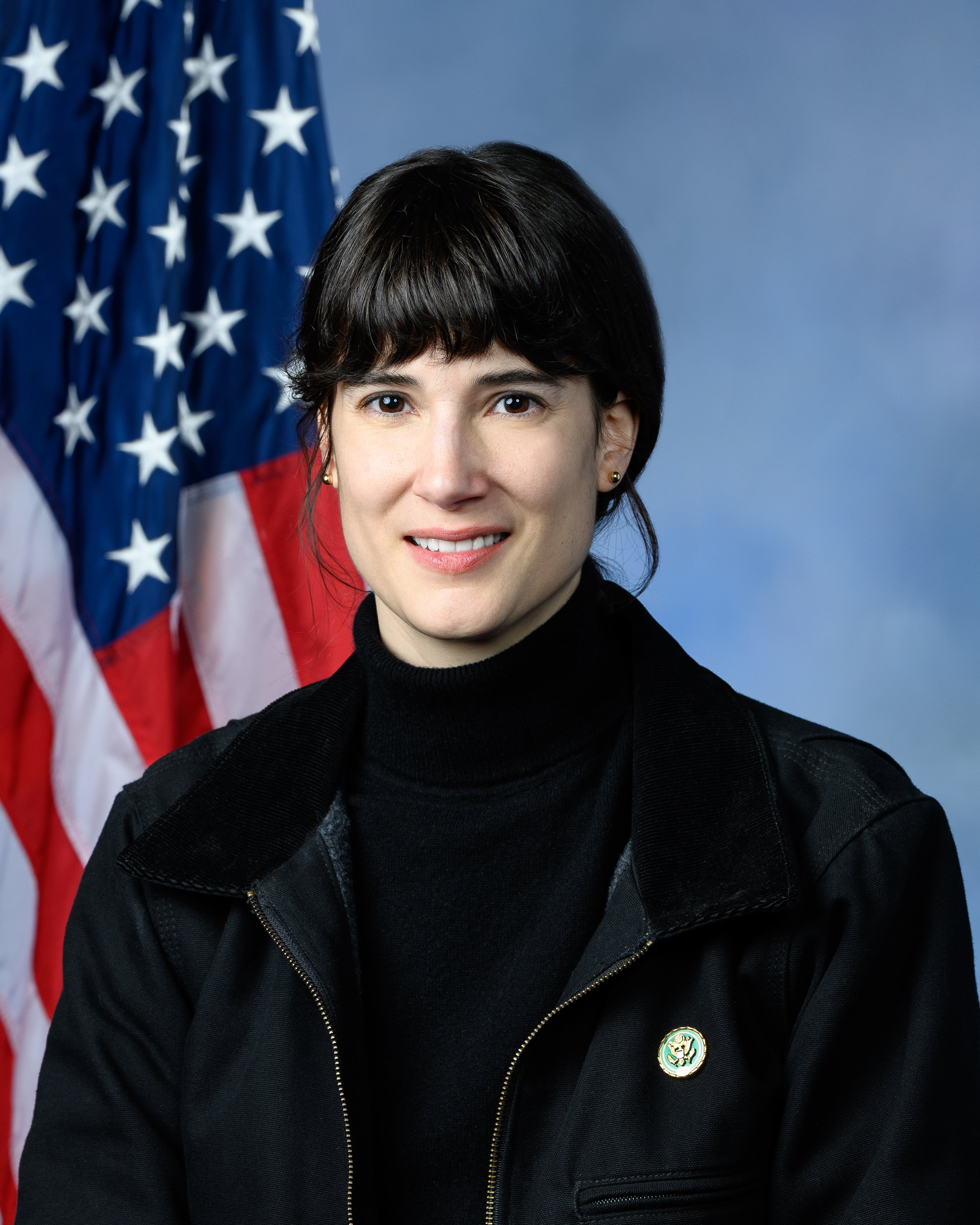
Marie Gluesenkamp Perez (* 1988)

- Gluesing-Luerssen, Heide (* 1961), deutsche Mathematikerin und Hochschullehrerin

### Glug
- Gluge, Gottlieb (1812–1898), deutscher Mediziner

### Gluh
- Gluhačević, Midhat (1965–2005), bosnischer Fußballspieler
- Gluhakovic, Petar (* 1996), österreichischer Fußballspieler

### Glum
- Glum, Friedrich (1891–1974), Generaldirektor der Kaiser-Wilhelm-Gesellschaft
- Glum, Wolfgang (* 1958), deutscher Schlagzeuger und Filmkomponist
- Glumac, Mike (* 1980), kroatisch-kanadischer Eishockeyspieler
- Glumac, Tomislav (* 1991), kroatischer Fußballspieler
- Glumann, Christian Friedrich (1788–1868), deutscher Politiker, MdL (Königreich Sachsen)
- Glume, Friedrich Christian (1714–1752), preußischer Bildhauer
- Glume, Johann Georg (* 1679), deutscher Bildhauer
- Glümer, Adolf von (1814–1896), preußischer General der Infanterie
- Glümer, Claire von (1825–1906), deutsche Schriftstellerin und Übersetzerin
- Glümer, Hans Weddo von (* 1867), deutscher Bildhauer
- Glümer, Marie (1867–1925), österreichische TheaterschauspielerinMarie Glümer (1867–1925)

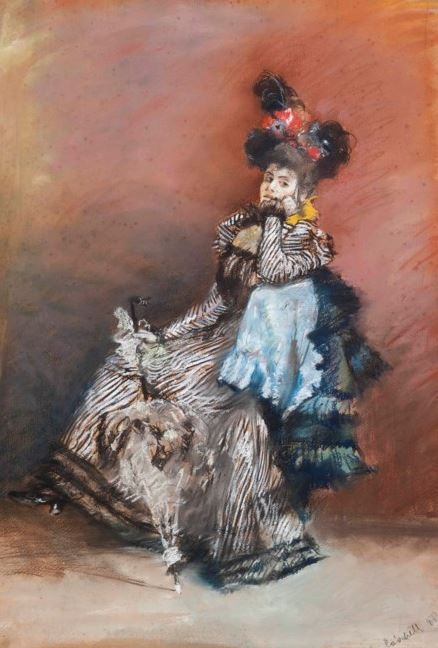
Marie Glümer (1867–1925)

- Glumpler, Edith (1951–2000), deutsche Erziehungswissenschaftlerin

### Glun
- Glunčić, Daniel (* 1970), kroatischer Diplomat
- Glünder, Georg Wilhelm (1799–1848), deutscher Offizier, Militärschriftsteller sowie Mathematiklehrer
- Gluneck, Anton Hye von (1807–1894), österreichischer Jurist und Politiker
- Glunk, Fritz R. (1936–2021), deutscher Literaturwissenschaftler und Sachbuchautor
- Glunk, Johann Baptist (1695–1774), Porträtmaler des Barock
- Glunz, Gustav (1910–1982), deutscher Ingenieur und Ministerialbeamter
- Glunz, Hans Hermann (1907–1944), deutscher Anglist und Hochschullehrer

### Glup
- Glup, Gerhard (1920–2006), deutscher Landwirt und Politiker (CDU), MdL

### Glur
- Glur, Christian (* 1975), Schweizer Landwirt und Politiker (SVP)
- Glur, Jakob (1842–1907), Schweizer Baumeister
- Glur, Johannes (1798–1859), Schweizer Arzt und Frühsozialist
- Glur, Walter (* 1943), Schweizer Politiker (SVP)

### Glus
- Glusberg, Jorge (1932–2012), argentinischer Kulturschaffender
- Gluschakow, Denis Borissowitsch (* 1987), russischer Fußballspieler
- Gluschenkow, Maxim Alexandrowitsch (* 1999), russischer Fußballspieler
- Gluschenkowa, Anna Iwanowna (1926–2017), sowjetisch-usbekische Pflanzenchemikerin und Hochschullehrerin
- Gluschko, Sergei (* 1970), russischer Schauspieler, Sänger und ehemaliger Stripper
- Gluschko, Walentin Petrowitsch (1908–1989), sowjetischer IngenieurWalentin Petrowitsch Gluschko (1908–1989)

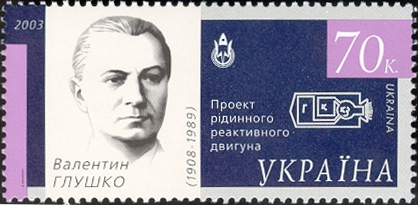
Walentin Petrowitsch Gluschko (1908–1989)

- Gluschkow, Alexei Jurjewitsch (* 1975), russischer Ringer
- Gluschkow, Nikolai Alexejewitsch (* 1949), russischer Manager
- Gluschkow, Wiktor Grigorjewitsch (1883–1937), sowjetischer Hydrologe und Wasserbauingenieur
- Gluschkow, Wiktor Michailowitsch (1923–1982), sowjetisch-ukrainischer Mathematiker
- Gluschkowa, Denislawa (* 2004), bulgarische Tennisspielerin
- Gluschtschenko, Witali Witaljewitsch (* 1977), russischer Freestyle-Skier
- Glüsenkamp, Jonas (* 1988), deutscher Volkswirt und Kommunalpolitiker (Bündnis 90/Die Grünen)
- Glusgal, Ilja (1921–1983), deutscher Jazzmusiker und Schlagersänger
- Glushko, Julia (* 1990), israelische Tennisspielerin
- Glushko, Lina (* 2000), israelische Tennisspielerin
- Glüsing, Heinz (1920–2013), deutscher Maler und Grafiker
- Glüsing, Hermann (1908–1981), deutscher Landwirt und Politiker (CDU), MdB
- Glüsing, Jens (* 1960), deutscher Journalist
- Glüsing, Johann Otto († 1727), deutscher Gelehrter, Pietist und Separatist
- Glüsing, Martin Fräncis (1886–1957), deutscher Marinemaler
- Glüsing, Peter (1934–2011), deutscher prähistorischer Archäologe
- Glusker, Jenny P. (* 1931), britische Biochemikerin und Kristallographin
- Gluskin, Lud (1898–1989), US-amerikanischer Jazz-Schlagzeuger und Bandleader
- Glusman, Karl (* 1988), US-amerikanischer Schauspieler und Synchronsprecher
- Glusski, Michail Andrejewitsch (1918–2001), sowjetischer bzw. russischer Schauspieler, Schauspiellehrer und Synchronsprecher
- Gluszewski, Wilhelm von (1867–1954), deutscher Berufsoffizier und Ritter des Pour le Mérite

### Glut
- Glut, Donald F. (* 1944), amerikanischer Schriftsteller, Drehbuchautor, Filmregisseur sowie Hobbypaläontologe
- Gluth, Doris (* 1955), deutsche Mittelstreckenläuferin
- Gluth, Oskar (1887–1955), deutscher Schriftsteller und Journalist
- Gluth, Sascha (* 1970), deutscher SchauspielerSascha Gluth (* 1970)

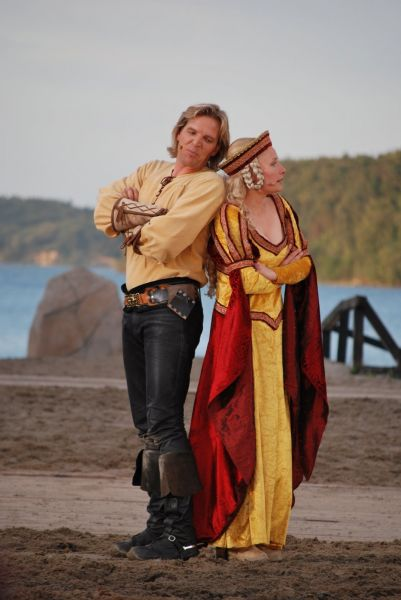
Sascha Gluth (* 1970)

- Gluth, Susan (* 1968), deutsche Dokumentarfilmerin (Kamera, Regie) und Filmproduzentin
- Gluth, Viktor (1852–1917), deutscher Komponist und Musikpädagoge
- Glutz von Blotzheim, Alois Franz Peter (1789–1827), Schweizer Komponist und fahrender Sänger
- Glutz von Blotzheim, Konrad Josef († 1857), Schweizer römisch-katholischer Geistlicher
- Glutz von Blotzheim, Robert (1786–1818), Schweizer Historiker, Schriftsteller, Bibliothekar und Journalist
- Glutz von Blotzheim, Urs (1751–1816), schweizerischer Offizier und Politiker
- Glutz von Blotzheim, Urs N. (* 1932), Schweizer Zoologe
- Glutz, de Jean-Pierre (* 1946), Schweizer Banker
- Glutz, Josef Anton (1844–1899), Schweizer Unternehmer und Politiker
- Glutz-Ruchti, Karl Ambros (1748–1825), Schweizer katholischer Geistlicher
- Glutz-Ruchti, Peter Joseph (1754–1835), Schweizer Politiker
- Glutz-Ruchti, Viktor Franz Anton (1747–1824), Schweizer katholischer Geistlicher

### Gluu
- Gluud, Ferdinand (1875–1913), deutscher Kapitän und Luftschiffkommandant

### Glux
- Glüxam, Wolfgang (1958–2020), österreichischer Cembalist und Organist